# Cees Keizer
Cees Keizer (n. 8 de enero de 1986 en Volendam) es un futbolista neerlandés, del Vitesse, pero que actualmente juega a préstamo en el FC Zwolle.

## Trayectoria
| Club      | País         | Periodo     |
| --------- | ------------ | ----------- |
| Vitesse   | Países Bajos | 2007 - 2009 |
| FC Zwolle | Países Bajos | 2009 - 2010 |
| FC Oss    | Países Bajos | 2010 -      |